# アルフレート・クレッチマー
アルフレート・クレッチマー（Alfred Kretschmer、1894年12月17日 - 1967年12月30日）は、第二次世界大戦時のドイツ国防軍の軍人。 日本の駐在武官として知られている。最終階級は陸軍中将。「クレッチュマー」「クレッチメル」とも表記される。

## 経歴
1894年12月17日、ブレスラウ（現：ヴロツワフ）近くのトレブニッツ郡のヒューネルン地区に生まれる。
1914年、第一次世界大戦勃発。同年8月12日陸軍入隊。第157歩兵連隊に志願兵として戦争に従軍。1914年から1915年5月まで第230歩兵連隊予備役。1915年5月に陸軍士官候補生、同年11月15日に少尉となる。同年から、1919年10月1日まで第155歩兵連隊に勤務、終戦を同連隊で迎える。その後、第32歩兵連隊に異動。
1920年10月1日、ヴァイマル共和国軍（ライヒスヴェーア）に留まり、第12歩兵連隊に異動。翌1923年、同連隊・第1大隊副官。 
1924年10月1日、第4師団参謀。 1925年4月1日に中尉、1926年10月1日から1927年10月1日まで国防省付となる。1927年10月1日、T3課（外国軍課）勤務の後、同年12月1日、大尉となる。1929年10月1日に第6師団参謀、1932年10月1日に第4軍管区司令部付き教官となる。
1933年10月1日から1934年10月1日まで第2歩兵連隊中隊長。 同日より1935年3月1日までラステンブルク歩兵連隊中隊長、同年9月1日に少佐となる。1935年3月1日から1937年10月1日まで、第1軍管区司令部付き補給担当参謀として勤務。 1937年10月1日、陸軍士官学校教官に任官。 1938年4月1日、中佐となる。
1939年8月26日、第10軍兵站参謀。9月1日に始まったポーランド戦に参加。10月10日、第6軍兵站参謀に任命される。 1940年2月1日、エヴァルト・フォン・クライスト率いる「クライスト装甲集団」兵站参謀。同年5月10日に始まったフランス侵攻作戦に参加。対仏戦での功績が認められ、8月1日に大佐となる。 
1941年1月5日、駐日ドイツ大使館付駐在武官に赴任。以後、ドイツの敗戦後も同職にあった。 同年6月22日にバルバロッサ作戦が開始されると、オイゲン・オット駐日大使と共に、日本政府や日本陸軍に対して、対ソ戦に日本が参戦するよう根回し工作を行う。1942年6月1日、少将。この年の3月9日から4月7日にかけて、枢軸国の駐日武官を引き連れて、マレー半島やシンガポールなどの南方戦線を視察している。 東條英機首相兼陸相とは、互いに良好な関係にあった。1944年11月9日、中将に昇進。
1945年8月15日、日本降伏。9月11日、クレッチマーは、ハインリヒ・スターマー駐日大使らと共に、GHQにより戦犯指定を受け、9月13日に逮捕される。 1946年2月13日、釈放され、西ドイツに帰国。 帰国後、BNDの幹部となる。
1967年12月30日、ヴィースバーデンで死去。